# Museo nacional de Indonesia
El Museo nacional de Indonesia (en indonesio: Museum Nasional Indonesia) es un museo arqueológico, histórico, etnológico y geográfico situado en Jalan Medan Merdeka Barat, en Yakarta Central, justo en el lado oeste de la Plaza Merdeka en Indonesia. Es popularmente conocido como Edificio Elefante (indonesio: Gedung Gajah) por una estatua de elefante en su patio delantero. Sus colecciones amplias cubren todo el territorio de Indonesia y casi toda su historia. El museo se ha esforzado por preservar el patrimonio de Indonesia durante dos siglos.